# Abd-ar-Ràziq (nom)
Abd-ar-Ràziq és un nom masculí teòfor àrab islàmic (àrab: عبد الرازق, ʿAbd ar-Rāziq) que literalment significa ‘Servidor de Qui proveeix’, essent «Qui proveeix» un atribut de Déu. Si bé Abd-ar-Ràziq és la transcripció normativa en català del nom en àrab clàssic, també se'l pot trobar transcrit Abdul Raziq, ‘Abdul Razieq... normalment per influència de la pronunciació dialectal o seguint altres criteris de transliteració. Com a teòfor, també el duen musulmans no arabòfons que l'han adaptat a les característiques fòniques i gràfiques de la seva llengua.